# Cargo B Airlines
Cargo B Airlines (mã IATA = BB, mã ICAO = CBB) là hãng hàng không vận chuyển hàng hóa của Bỉ, trụ sở ở Zaventem. Căn cứ chính của hãng ở Sân bay Brussels.

## Lịch sử
Cargo B Airlines được thành lập năm 2007 bởi Rob Kuijpers, cựu CEO của Brussels Airlines và DHL. Hãng bắt đầu hoạt động từ tháng 10/2007 với 2 máy bay Boeing 747 thuê của hãng "3P Air Freighters Ltd", tới tháng 4/2008 thêm 1 máy bay nữa.

## Các nơi đến
- châu Phi
  - Ai Cập
    - Cairo

  - Gabon
    - Libreville

  - Kenya
    - Nairobi

  - Libya
    - Tripoli

  - Senegal
    - Dakar

  - Nam Phi
    - Johannesburg
- Nam Mỹ
  - Argentina
    - Buenos Aires

  - Barbados
    - Christ Church

  - Brasil
    - Sao Paulo

  - Colombia
    - Bogotá

  - Ecuador
    - Latacunga

## Đội máy bay
(Tháng 11/2007) :
- 1 Boeing 747-200F
- 2 Boeing 747-400F